# 我們身處的謊言世界
短片《我們身處的謊言世界》（The Lie We Live）由上傳者Freshtastical製作發布在YouTube的2015年勵志片，全片8分鍾，翻譯了28種語言，現時為止點擊率達到一千一百萬次數。此片談論關於它（矩陣），探索社會問題、環境保護、大自然、全球化、宗教和陰謀論，及一系列展望對今地球與人的覺醒作為片終。

## 文獻
1. ↑  .   [2015-05-27]. （原始内容存档于2015-05-27）.

## 連結
YouTube影片《The Lie We Live》 （页面存档备份，存于）